# Visarion Ljubiša
Visarion Ljubiša (crnogorski: Висарион Љубиша; Sveti Stefan 1823. – Cetinje 1884.) mitropolit, poglavar Crnogorske pravoslavne crkve.
Potječe iz crnogorskog plemena Paštrovići koje je u 19. stoljeću bilo u sastavu Austro-Ugarske carevine. Bogosloviju je učio i u Šibeniku.
Bio je Visarion učitelj u raznim manastirima Boke kotorske, nakon čega dolazi u Kneževinu Crnu Goru i postaje arhimandrit Cetinjskog manastira.
Imenovan je Visarion za episkopa eparhije Zahumsko-raške (sjedište Manastir Ostrog) 1878. odmah po njenom formiranju.
Od 1882. do 1884. bio je poglavar Crnogorske pravoslavne Crkve (također i upravitelj Arhiepiskopije cetinjske). Za to kratko vrijeme pokušao je unaprijediti svećeničku službu u Crnoj Gori.
Sahranjen je kod Vlaške crkve na Cetinju.
Bio je bliski rođak crnogorskog pisca Stjepana Mitrova Ljubiše.